# 74.5: Uma Onda no Ar
74.5: Uma Onda no Ar é uma telenovela brasileira produzida pela produtora TV Plus e pela Rede Manchete exibida entre 11 de abril e 13 de outubro de 1994, em 128 capítulos, substituindo Guerra Sem Fim e sendo substituída por Tocaia Grande. Com sinopse de Domingos de Oliveira, foi escrita por Chico de Assis com a colaboração de Cláudio Paiva, Eloy Araújo, Lígia Barbieri, Marilú Saldanha e Rose Calza, sob direção de José Carlos Pieri e Lucas Bueno e direção geral de Cecil Thiré.
Conta com Letícia Sabatella, Ângelo Antônio, Raul Gazolla, Gracindo Júnior, Cecil Thiré, Ísis de Oliveira, Antônio Calloni e Daniel Dantas nos papéis principais.

## Produção
Após o fracasso de Guerra sem Fim, a Manchete fechou uma parceria com a TV Plus para produzir 74.5: Uma Onda no Ar de forma independente para abater os custos: a produtora faria todo o trabalho em seus próprios estúdios e venderia para a Manchete. A emissora queria Daniel Filho para dirigir a novela, uma vez que ele havia saído da Rede Globo, porém ele recusou pois estava envolvido na produção da série Confissões de Adolescente na TV Cultura e Cecil Thiré assinou o cargo. Antes de estrear como atriz, Samara Felippo apareceu na abertura da novela.
Com a história empacada, o autor propôs uma mudança radical a partir do capítulo 54: entrou Guilherme Leme para disputar o coração da protagonista, Álvaro – papel de Cecil Thiré – é assasinado, gerando o mistério de "Quem matou?" e entram Antônio Calloni e Bemvindo Sequeira para investigar a morte.

### Escolha do elenco
Paulo Autran chegou a negociar para viver Álvaro, porém desistiu de última hora para priorizar o teatro, Cecil Thiré, que era diretor também, ficou com o papel. Letícia Sabatella ficou com a protagonista após a recusa de Cristiana Oliveira.

## Enredo
A veterinária Luiza volta para Pedra da Lua, litoral do Rio de Janeiro, para o funeral da mãe e reencontra Miguel, seu grande amor de adolescência que nunca a esqueceu, balançando seu casamento com o mau caráter Caíque, que a trai com Isabel. Pai de Luiza, Jonas Guimarães planeja implementar uma mineradora nas terras da família, mas o maior impedimento é o sogro, Álvaro, que não concorda, usando a rádio comunitária 74.5 para pleitear contra para os moradores.
Álvaro tem uma relação problemática com o irmão Franklin, que sempre o acusou de ser amante da finada cunhada Irene, além de ser alvo do ciúme doentio de Nestor pela proximidade que tem com Iolanda. Em Pedra da Lua ainda mora Brigite, uma mãe solteira que se divide entre o jovem Caio e o dono da pensão Bob. Também as loucuras do psicanalista Dudu, o romance entre Rodolfo e a problemática Giovana e a ambição dr Bia para conseguir ir para a cidade grande.

## Exibição
Originalmente a emissora queria estrear a novela às 21h30, seu horário tradicional de dramarurgia, porém Márcia Cintra, diretora da TV Plus, convenceu que às 19h45 atrairia mais jovens pela temática praiana, o que não aconteceu e a trama foi transferida para às 21h30 após um mês. Entre 24 de junho e 18 de julho a novela não foi exibida devido à transmissão da Copa do Mundo na Rede Globo e no lugar foi mostrado um compacto com o que já tinha ocorrido até ali como uma forma de tentar evitar a perda de público. Porém o que aconteceu foi o inverso e, na volta dos capítulos inéditos, a novela não recuperou seu público.
Em Portugal foi exibida a partir de 23 de janeiro de 1995 pela RTP. Houve uma grande divulgação no país, com Raul Gazolla e Ísis de Oliveira viajando para participar de diversos programas. Foi também exibida na América Latina em 1997 pela AXN.

## Elenco
| Ator/Atriz        | Personagem             |
| ----------------- | ---------------------- |
| Letícia Sabatella | Luiza Guimarães        |
| Ângelo Antônio    | Miguel                 |
| Raul Gazolla      | Caíque Alvarez         |
| Gracindo Júnior   | Jonas Guimarães        |
| Cecil Thiré       | Álvaro Guimarães       |
| Antônio Calloni   | Delegado Mariano       |
| Daniel Dantas     | Eduardo Santana (Dudu) |
| Ítala Nandi       | Iolanda Monteiro       |
| Marcelo Picchi    | Nestor Monteiro        |
| Hélio Ary         | Franklin Guimarães     |
| Ísis de Oliveira  | Isabel                 |
| Tamara Taxman     | Brigite Navarro        |
| Murilo Rosa       | Caio Daniel            |
| Jerry Adriani     | Bob Freitas            |
| Luigi Baricelli   | Rodolfo                |
| Regina Restelli   | Giovana Guimarães      |
| Bemvindo Sequeira | Daniel Vasconcelos     |
| Stella Freitas    | Dinorá Vasconcelos     |
| Vanessa Barum     | Bia Vasconcelos        |
| Karina Barum      | Tuca Freitas           |
| Guilherme Leme    | Dr. Joaquim            |
| Paula Burlamaqui  | Sandra                 |
| Ana Cecília Costa | Calu                   |
| Daniel Lobo       | Neco                   |
| Roberto Frota     | Jairo                  |
| Eliana Guttman    | Ruth                   |
| Marcelo Saback    | Lucas                  |
| André Valli       | Lenildo                |
| Felipe Wagner     | Almir                  |
| Edilson Ribeiro   | Cesar                  |
| Patrícia Salgado  | Yolanda                |
| Divana Brandão    | Laura                  |
| Juliana Teixeira  | Selena                 |
| Matheus Aguiar    | André                  |
| Rafael Monteiro   | Guilherme Navarro      |
| Natália Ramos     | Shirley Freitas        |

### Participações especiais
| Ator/Atriz       | Personagem       |
| ---------------- | ---------------- |
| Esther Góes      | Stella Guimarães |
| Suzana Faini     | Irene Guimarães  |
| José Marinho     | Mestre Dunga     |
| Valter Santos    | Stallone         |
| Carlos Gregório  | Dr. Ruy          |
| Júlio Braga      | Dr. Gil          |
| Paulo Reis       | Vasco            |
| Dill Costa       | Enfermeira       |
| Jayme Leibovitch | Alípio           |

## Trilha sonora

### Nacional
1. "Carente Profissional" - Marina Lima (tema de Tuca)
2. "Os Barcos" - Legião Urbana (tema de CD)
3. "Falando de Amor" - Leoni (tema de Serena)
4. "Grito de Alerta" - Gonzaguinha (tema de Nestor)
5. "Sabe de Mim" - Nana Caymmi (tema de Laura)
6. "Gibi, Ramones e Motorhead" - Devotos de Nossa Senhora Aparecida (tema de Guilherme)
7. "Megamix" - Fernanda Abreu (tema de Calu)
8. "Agora Só Falta Você" - Rita Lee (tema de Dudu)
9. "Vontade" - Paulinho Moska (tema de Caíque)
10. "Quem é Você?" - Razão Brasileira (tema de Brigite)
11. "É Natural" - Negritude Júnior (tema de Dinorá)

### Internacional
1. "I Don't Wanna Fight" - Tina Turner (tema de abertura e tema de Luíza)
2. "Return To Innocence" - Enigma (tema de Miguel)
3. "He Ain't Heavy, He's My Brother" - The Hollies (tema de Roberto)
4. "Love Me Or Leave Me" - Robert Palmer (tema de Jonas)
5. "Heaven Help" * - Lenny Kravitz (tema de Bia)
6. "No Rain" - Blind Melon (tema de Rodolfo)
7. "Moon" - Dada (tema de Giovana)
8. "Rage"- Heart (tema de Isabel)
9. "Substitute" - Ramones (tema de Neco)
10. "Go Pato" - Pato Banton (tema de Franklin)
11. "Cantaloop (Flip Fantasia)" - US3 (tema de Lucas)

*Na trilha sonora lançada em LP e CD, a música foi erroneamente trocada por "Just Be a Woman", também de Lenny Kravitz. Mas na novela a música executada era "Heaven Help".